# Divji v srcu
Divji v srcu (angleško Wild at Heart) je ameriški črno komični romantično-kriminalni film iz leta 1990, ki ga je režiral in zanj napisal scenarij David Lynch, v glavnih vlogah pa nastopajo Nicolas Cage, Laura Dern, Diane Ladd, Willem Dafoe, Harry Dean Stanton in Isabella Rossellini. Temelji na romanu Wild at Heart: The Story of Sailor and Lula Barryja Gifforda iz leta 1989. Zgodba prikazuje Sailorja Ripleyja (Cage) in Lulo Pace Fortune (Dern), mladi par iz Cape Feara, ki beži pred Lulino oblastno materjo in njenimi najetimi morilci za umor Sailorja.
Lynch je bil prvotno predviden za producenta, toda ko je knjigo prebral, se je odločil tudi za pisanje scenarija in režijo. Ni mu bil všeč konec romana, zato ga je v filmu spremenil, da se je ujemal z njegovo vizijo glavnih likov. Velja za cestni film z več aluzijami na film Čarovnik iz Oza ter Elvisa Presleyja in njegove filme.
Testno predvajanje filma ni bilo uspešno, saj je po ocenah Lyncha 80 gledalcev predčasno zapustilo dvorano ob prvem predvajanju in 100 ob naslednjem. Tudi s strani kritikov je prejel mešane ocene in dosegel manjši finančni uspeh z 14 milijoni USD prihodkov ob 10-milijonskem proračunu. Premierno je bil prikazan 25. maja 1990 na Filmskem festivalu v Cannesu, kjer je prejel zlato palmo za najboljši film ter bil deležen pozitivnih in negativnih reakcij gledalcev. Laddova je bila nominirana za oskarja in zlati globus za najboljšo stansko igralko. Sodobni kritiki na film gledajo bolj pozitivno in ga uvrščajo med najboljše filme desetletja.

## Vloge
- Nicolas Cage kot Sailor Ripley
- Laura Dern kot Lula Pace Fortune:
- Diane Ladd kot Marietta Fortune
- Willem Dafoe kot Bobby Peru
- Harry Dean Stanton kot Johnnie Farragut
- Isabella Rossellini kot Perdita Durango
- Calvin Lockhart kot Reggie
- J. E. Freeman kot Marcellus Santos
- W. Morgan Sheppard kot g. Reindeer
- Crispin Glover kot Dell
- Grace Zabriskie kot Juana Durango
- Marvin Kaplan kot stric Pooch
- David Patrick Kelly kot Dropshadow
- Freddie Jones kot George Kovich
- John Lurie kot Sparky
- Jack Nance kot 00 Spool
- Pruitt Taylor Vince kot Buddy
- Sherilyn Fenn kot dekle v nesreči
- Frances Bay kot madam
- Frank Collison kot Timmy Thompson
- Sheryl Lee kot the Good Witch
- Peter Bromilow kot upravnik hotela
- Sally Boyle kot teta Rootie
- Gregg Dandridge kot Bobby Ray Lemon
- Koko Taylor kot zanzibarska pevka